# Kassala
Pour l’article homonyme, voir Kassala (État).
Kassala (en italien Cassala) est la capitale de l'État de Kassala à l'est du Soudan. Sa population en 1993 s'élevait à 234 622 habitants.

## Histoire
La ville était  à l'origine un camp militaire pour les soldats Ottomans du vice-roi égyptien Méhémet Ali en 1840 lors de son offensive militaire au Soudan. En 1885, la ville est conquise par les Mahdistes. En 1894, après la bataille de Kassala, le royaume d'Italie s'empare de la ville. Cependant, il la restitue en 1897 au royaume d'Égypte. En 1899, elle tombe sous la tutelle du Soudan anglo-égyptien.
En juillet 1940, durant la campagne d'Afrique de l'Est, les Forces italiennes avancent de l'Afrique orientale italienne pour contraindre les Britanniques à partir. Les Italiens occupent donc la ville avec une unité de brigade. À la mi-janvier 1941, ils se retirent permettant alors le retour des Britanniques.

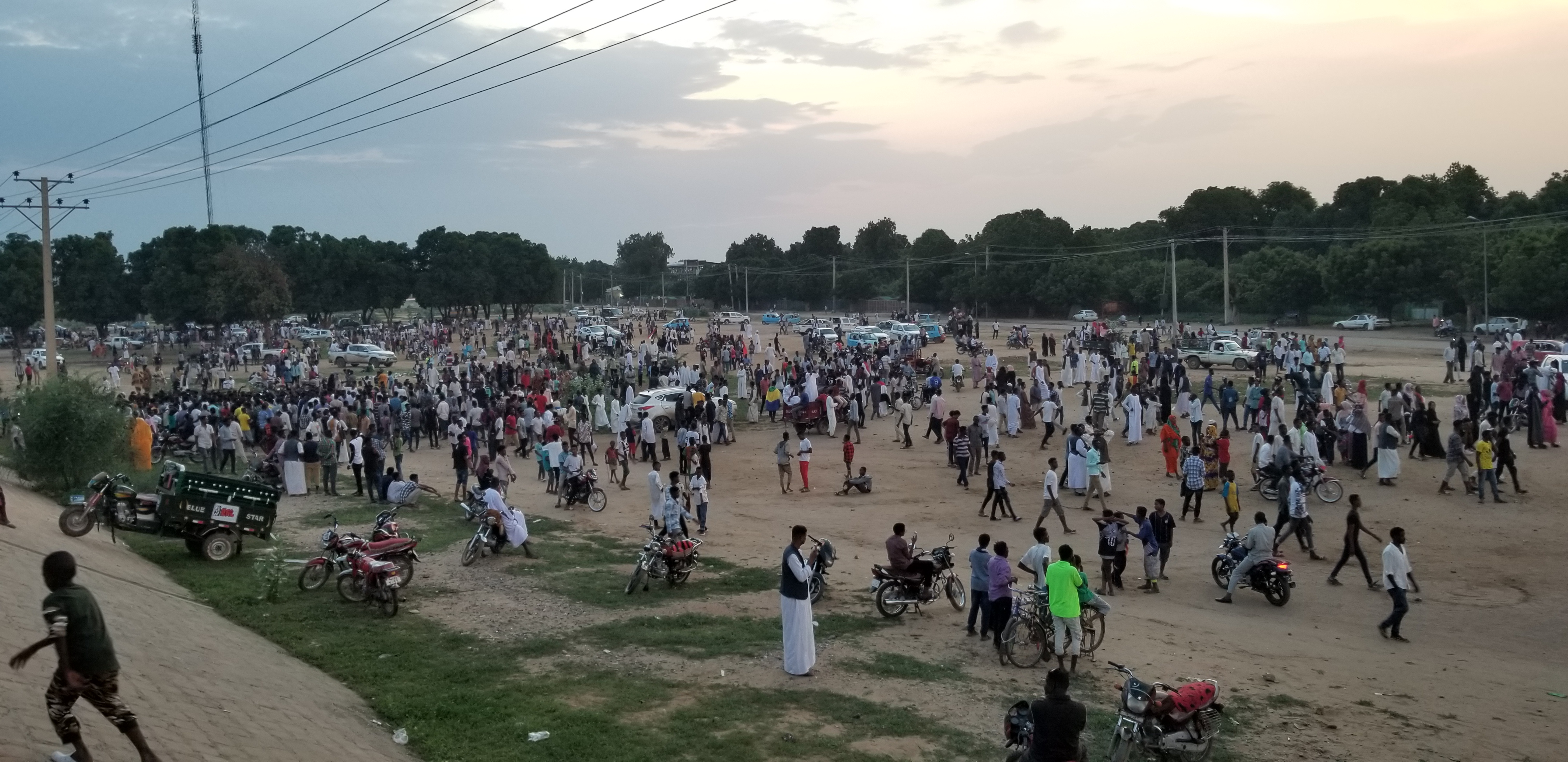
Célébration de l'accord politique du 17 août 2019 dans le cadre de la révolution soudanaise.

En 1956, le Soudan anglo-égyptien proclame son indépendance sous le nom de la République du Soudan. Depuis les années 1960, la ville est devenue la destination d'un nombre important d'Éthiopiens et d'Érythréens réfugiés du conflit qui oppose ces deux pays.

## Personnalités
- Abdelaziz Baraka Sakin (né en 1963), écrivain soudanais.
- Aïcha Musa Ahmad (1905-1974), une des premières femmes intervenue comme chanteuse à la radio soudanaise (pendant la Seconde Guerre mondiale), née à Kassala.